# Болохан, Вадим Павлович
Вадим Павлович Болохан (рум. Vadim Bolohan; род. 15 августа 1986, Сынжерей, Молдавская ССР, СССР) — молдавский футболист, защитник.

## Биография

### Клубная карьера
Родился в маленьком городке рядом с Сынжерей. Его отец играл в футбол в Германии, именно он привёл его в футбол. В двенадцать лет поступил в кишинёвский спорт-интернат. Учился там четыре года, и в семнадцать лет уже играл в чемпионате Молдавии за команду «Агро» (Кишинёв).
Команда выступала в высшей лиге чемпионата Молдавии, но вскоре прекратила своё существование. После играл полтора года за калининградскую «Балтику». Вернувшись в Молдавию играл в «Нистру» (Атаки) и кишинёвской «Дачии». Когда закончился контракт с «Дачией» агент предложил ему поиграть на Украине.
Летом 2008 года поехал на просмотр в луганскую «Зарю», которая проводила сборы в Симферополе, после просмотра остался в команде. В чемпионате Украины дебютировал 23 августа 2008 года в матче «Черноморец» — «Заря» (1:3). В июле 2009 года перешёл в ужгородское «Закарпатье». В новой команде дебютировал 17 июля 2009 года в матче «Мариуполь» — «Закарпатье» (1:0).
26 февраля 2012 года стало известно, что футболист подписал трехлетний контракт с клубом «Карпаты». Получив травму так и не смог заиграть в основе проведя всего 5 игр за клуб. В декабре 2012 года игроку был дан статус свободного агента. С апреля 2013 года и до конца сезона 2012/2013 играл за молдавский «Рапид» из (Гидигич).

### Карьера в сборной
Выступал за молодёжную сборную Молдавии до 21 года. Являлся капитаном «молодёжки».
Первые матчи за национальную сборную сыграл в 2006 году, затем был четырёхлетний перерыв. С приходом в 2010 году румынского специалиста Гаврила Балинта на должность главного тренера сборной Молдавии Болохан стал регулярно вызываться в сборную, в середине 2010-х годов был её капитаном. С 2017 года в течение четырёх лет не играл за сборную, в 2021 году вернулся в состав.